# Ото Дилс
Ото Паул Херман Дилс (23. јануар 1876 — 7. март 1954) био је немачки хемичар, добитник Нобелове награде за хемију 1950. године заједно са Куртом Алдером за рад на Дилс-Алдеровој реакцији.